# 빌헬름 4세 폰 바이에른 공작

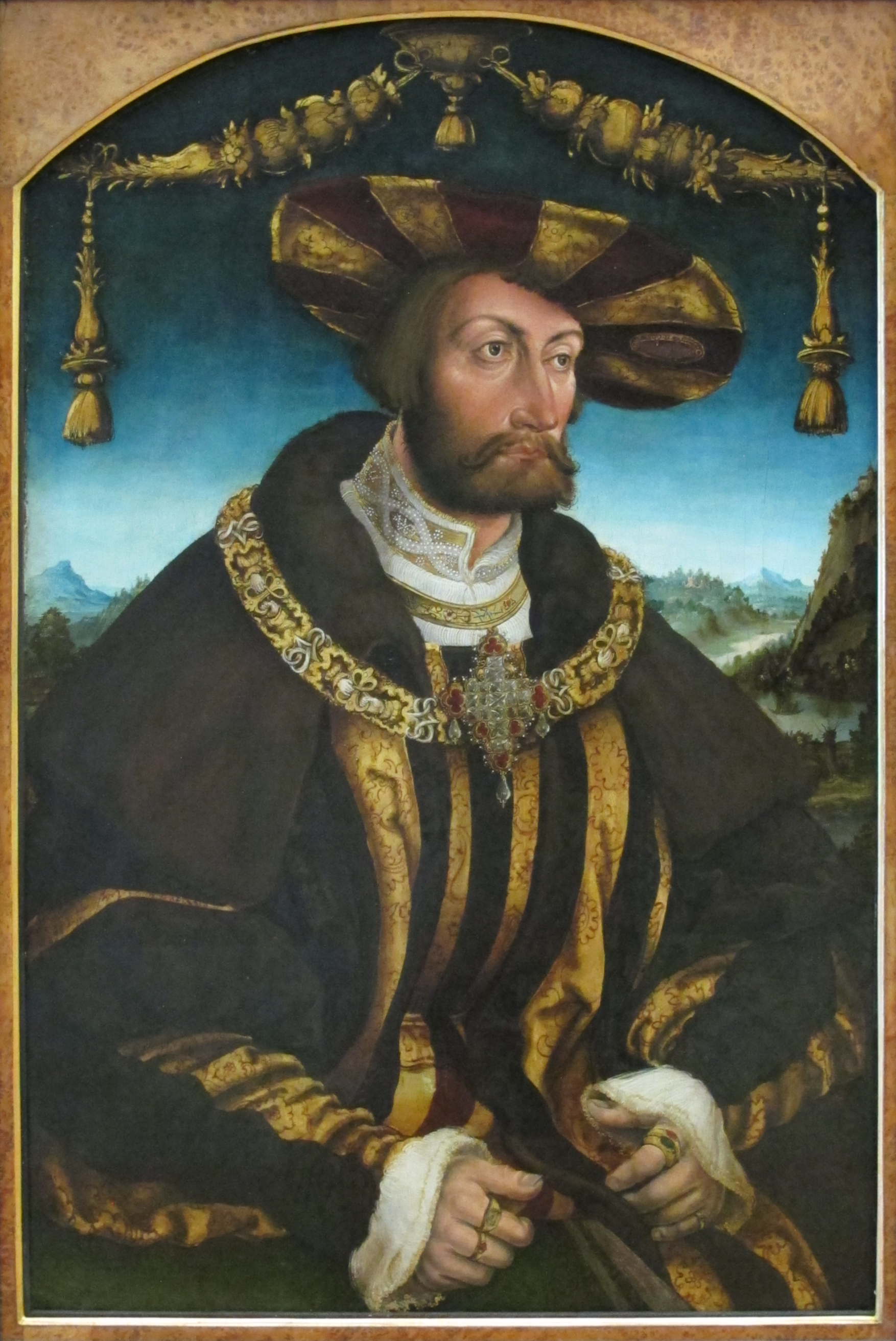
빌헬름 4세 폰 바이에른 공작

빌헬름 4세(Wilhelm IV, 1493년 11월 13일 ~ 1550년 3월 7일)는 바이에른 공국의 공작이다. 알브레히트 4세 교활공(Albrecht IV. der Weise)과 쿠니군데(Kunigunde, 신성 로마 제국의 황제 막시밀리안 1세의 여동생)사이에 뮌헨에서 태어났다.